# Battaglia di Llantada
La battaglia di Llantada o Llantadilla fu una battaglia di frontiera, combattuta il 19 luglio 1068 sulle rive del Pisuerga, fiume che segnava il confine tra il Regno di León ed il Regno di Castiglia, in cui Sancho II di Castiglia sconfisse il fratello Alfonso VI di León.
Anche se la tradizione associa El Cid a questa battaglia, le prove della sua presenza appartengono a periodi successivi, e la possibilità che in quella fase iniziale della sua carriera militare potesse aver già raggiunto il grado che la tradizione gli assegna (Alfiere Reale, colui che portava lo stendardo del re in tutte le manifestazioni pubbliche) sembra alquanto inverosimile.
Llantadilla (Plantata in  Historia Roderici del XVII secolo) era un piccolo villaggio situato circa dieci chilometri a sud-ovest di Melgar de Fernamental e circa due chilometri ad ovest del fiume Pisuerga sul versante leonese della frontiera. 
Lo scontro potrebbe essere derivata dalle crescenti ambizioni di Sancho, il figlio maggiore di Ferdinando I, che non aveva gradito la spartizione del regno decisa dal padre, morto nel 1065, e si considerava il solo erede legittimo.
Sancho potrebbe essere stato incoraggiato, nel progetto d'invasione del regno del fratello, da al-Muzzaffar, re della Taifa di Badajoz, preoccupato che Alfonso potesse attaccare il suo regno.
Il vescovo Pelagio da Oviedo, che scriveva almeno una quarantina d'anni dopo, è la prima fonte riguardo alla battaglia e, probabilmente, si basava su notizie che circolavano all'epoca o durante la sua infanzia. Egli attribuisce la vittoria a Sancho e dice che Alfonso dovette tornare a León. Gli storici successivi hanno trattato la battaglia come una sorta di duello giudiziario, che avrebbe deciso quale fratello avrebbe potuto accedere al regno dell'altro. Già nella cronaca di Pelagio, l'influenza di questa interpretazione, appare evidente.
La Chronica Naierensis del tardo XII secolo, indica come anno della battaglia il 1068, ma, per il resto, si basa su quanto affermato da Pelagio. Gli Anales castellanos segundos, di poco precedenti, la collocano il 19 luglio, anche se c'è una discrepanza nella data, in quanto il 19 luglio non era un mercoledì, ma un sabato.
In ogni caso lo scontro ebbe poche conseguenze al punto che pochi anni dopo la guerra riprese, sino alla definitiva vittoria di Sancho nella battaglia di Golpejera del 1072 che costrinse Alfonso all'esilio; pochi mesi dopo però Sancho venne ucciso a tradimento, e Alfonso poté tornare dall'esilio e governare sul Regno congiunto di Castiglia e León.